# Synopeas anomaliventre
Synopeas anomaliventre är en stekelart som först beskrevs av William Harris Ashmead 1887.  Synopeas anomaliventre ingår i släktet Synopeas och familjen gallmyggesteklar. Inga underarter finns listade i Catalogue of Life.